# ストリートリュージュ

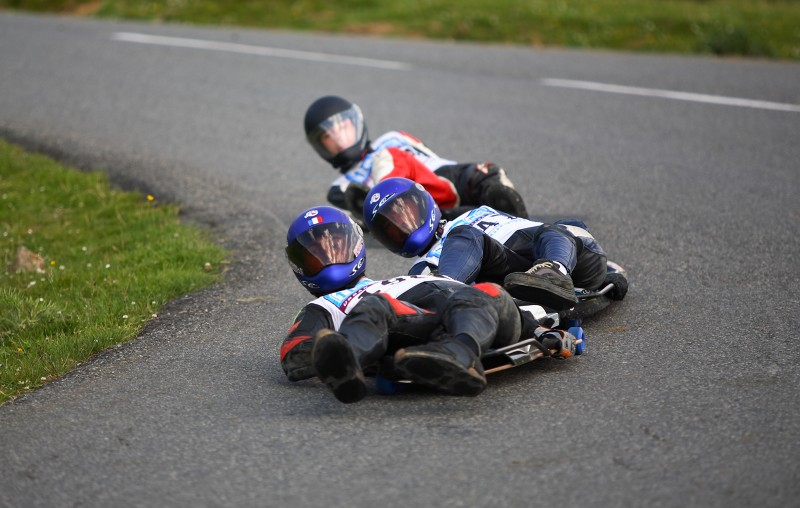
ストリートリュージュ

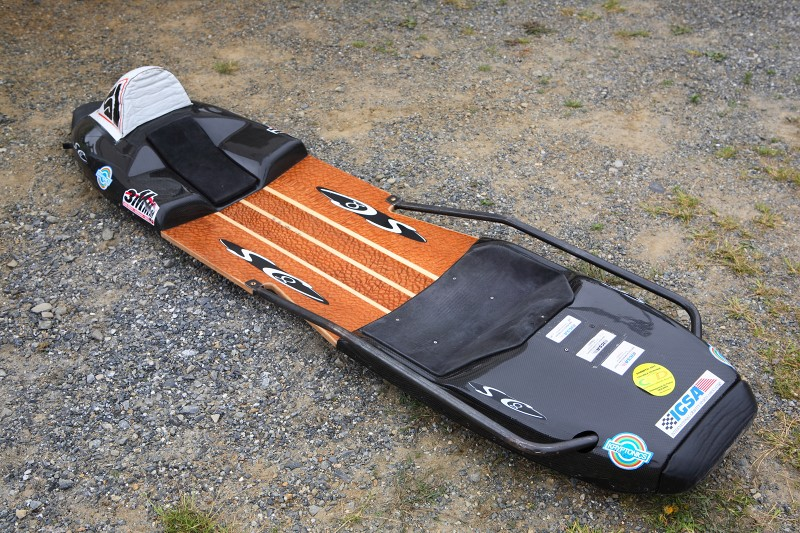
ストリートリュージュボード

ストリートリュージュ (Street luge) とは、ストリートリュージュボード(スケートボードに似た、車輪付きのそり。通称「スレッド」)に仰向けに乗り、舗装された坂道を下るアメリカ発祥のスポーツ。ランドリュージュ (Land luge) 、ロードリュージュ (Road luge) とも呼ばれる。語源のリュージュとは異なり、競技では複数で同時に滑走して着順を争う。